# Ghiacciaio Caos
Il ghiacciaio Caos è un ghiacciaio lungo circa 7 km situato sulla costa di Ingrid Christensen, nella Terra della Principessa Elisabetta, in Antartide. Il ghiacciaio, che scorre circa 7 km a sud del ghiacciaio Browns, fluisce verso ovest fino a entrare nella parte centrale della baia di Ranvik.

## Storia
Il ghiacciaio Caos fu mappato da cartografi norvegesi grazie a fotografie aeree scattate durante la spedizione antartica comandata da Lars Christensen e svoltasi nel periodo 1936-37 e fu così battezzato nel 1952 dal geografo americano John H. Roscoe, il quale effettuò un dettagliato studio dell'area basandosi su fotografie aeree scattate durante l'operazione Highjump, 1946-47. Roscoe diede alla formazione questo nome in relazione all'aspetto caotico che sembra avere il termine del ghiacciaio.